# Nigrisches Nationalmuseum
Das Nigrische Nationalmuseum (französisch: Musée National du Niger) in Niamey ist das Nationalmuseum des westafrikanischen Landes Niger.

## Geschichte
Der erste Pavillon des Museums, das zunächst Institut français d’Afrique noire hieß, wurde 1958 fertiggestellt. Er trug den Namen Pavillon classique und wurde später in Boubou-Hama-Pavillon umbenannt, nach dem Künstler und Politiker Boubou Hama, der die Errichtung unterstützt hatte. Die offizielle Eröffnung des Museums erfolgte am 18. Dezember 1959 durch Premierminister Hamani Diori. In den folgenden Jahrzehnten wurde das Museum kontinuierlich erweitert. Im Jahr 1980 richtete ein Brand schwere Schäden an.

## Direktoren
- 1959–1974: Pablo Toucet
- 1974–1990: Albert Ferral
- 1990–1992: Mahamadou Kélessi
- 1992–1996: Mariama Hima
- 1996–1999: Mahamadou Kélessi
- 1999–2011: Chaïbou Néino
- seit 2011: Ali Bida[3]

## Anlage und Sammlungen

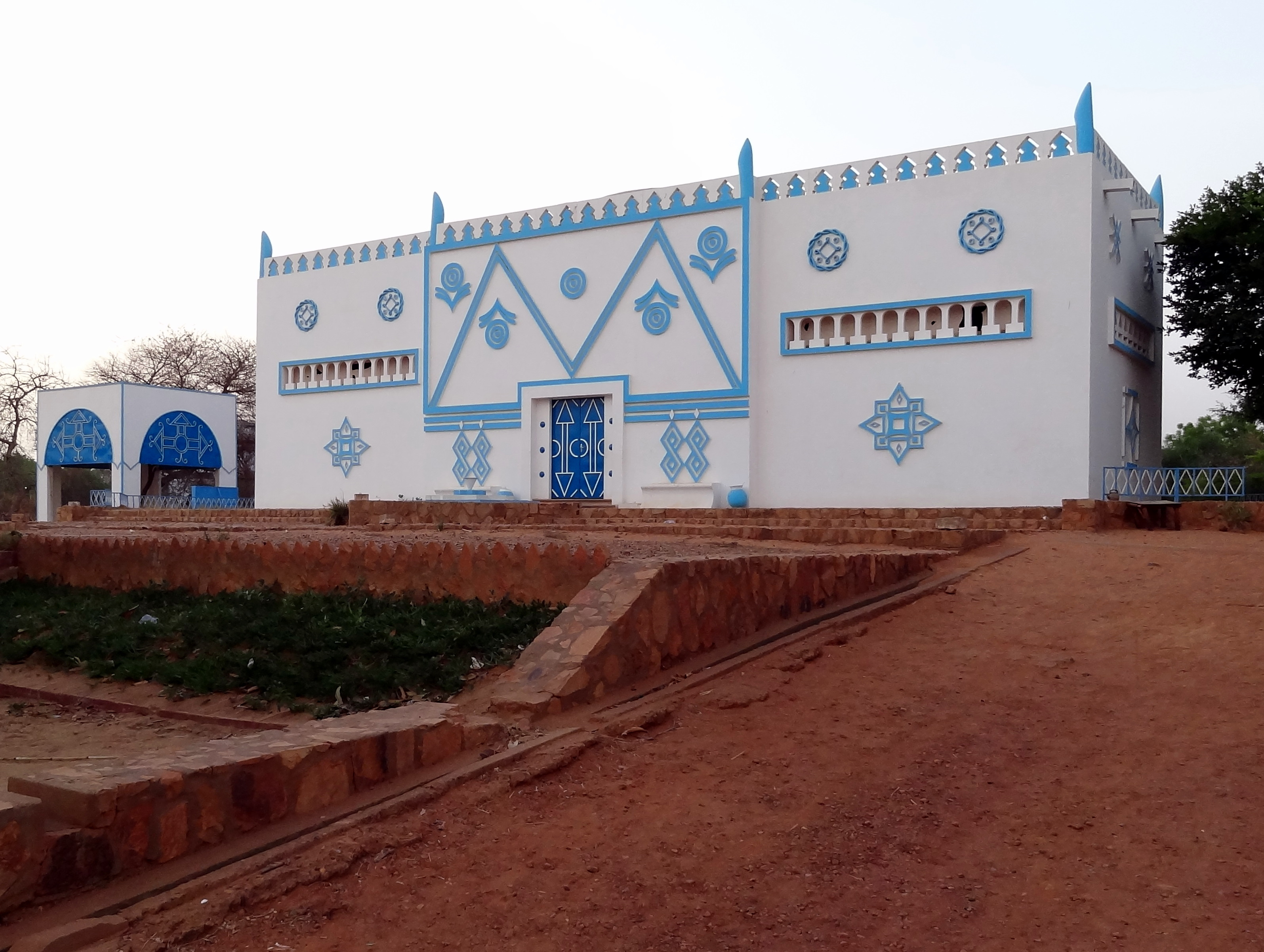
Zoo im Nigrischen Nationalmuseum (2011)

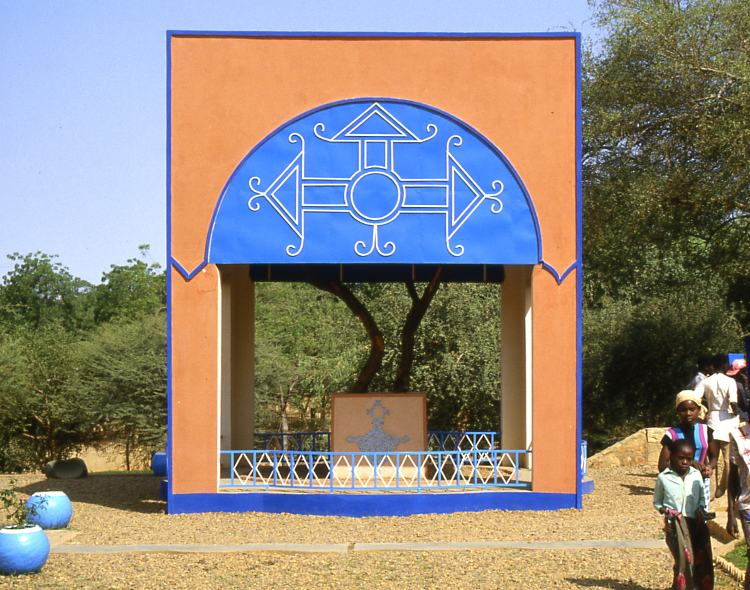
Pavillon des Arbre du Ténéré (1985)

Das Museum liegt im Arrondissement Niamey II und erstreckt sich über eine Fläche von 24 ha. Es besitzt zwei Eingänge, der eine beim Centre Culturel Franco-Nigérien, der andere beim Hôtel Gaweye.
Das Zentrum der Anlage bilden sieben Pavillons, die unterschiedlichen Themen gewidmet sind:
- Der älteste ist der Boubou-Hama-Pavillon. Er enthält eine ethnografische Sammlung zu den verschiedenen Volksgruppen Nigers.
- Der Pablo-Toucet-Pavillon wurde 1962 eröffnet. Er ist nach dem französischen Archäologen Pablo Toucet benannt, der Direktor des Museums war. Hier sind traditionelle Kleidung und traditionelles Kunsthandwerk der nigrischen Volksgruppen ausgestellt.
- Der Musikinstrumente-Pavillon wurde 1969 geschaffen. Neben traditionellen Musikinstrumenten des Landes wird hier auch auf die moderne Musik Nigers eingegangen.
- Ebenfalls 1969 erbaut wurde der Felszeichnungen-Pavillon zu prähistorischen und historischen Felszeichnungen in der Sahara und der Region des Flusses Niger.
- Im 1973 errichteten Paläontologie- und Prähistorik-Pavillon befindet sich neben weiteren paläontologischen, ur- und frühgeschichtlichen Exponaten das erste, von Philippe Taquet in Niger gefundene Saurierskelett.
- Der 1980 erbaute Archäologie-Pavillon sollte ursprünglich nur eine temporäre Einrichtung sein. Hier sind Ausgrabungen unter anderem aus der Aïr- und Ténéré-Region zu sehen.
- Der jüngste Pavillon ist der 1985 geschaffene Uran-Pavillon. Er ist dem Uranabbau in Arlit und Akouta gewidmet.

Eines der bekanntesten Exponate ist der Arbre du Ténéré, dessen Überreste sich seit 1974 im Nigrischen Nationalmuseum befinden. Seit 1979 ist der Baum in einem eigenen „Mausoleum“ untergebracht. Zum Museum gehören auch ein Zentrum für Kunsthandwerk, ein Zoo mit fünfzig Tierarten und fünf traditionelle Wohnhäuser der Volksgruppen Fulbe, Hausa, Songhai, Tuareg und Zarma. Der Bildhauer Issoufou Lankondé gestaltete eine Büste von Boubou Hama und Skulpturen von Giraffen für das Museum.